# Stanisław Mazur

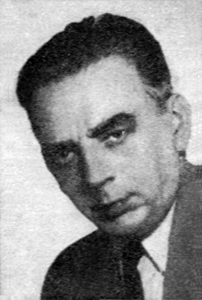
Stanisław Mazur

Stanisław Mieczysław Mazur (Lvov, 1 januari 1905 - Warschau, 5 november 1981) was een Pools wiskundige en een lid van de Poolse Academie van Wetenschappen.
Mazur was een leerling van Stefan Banach in Lwów (nu Lviv, Oekraïne). Zijn doctoraat, geschreven onder supervisie van Banach, werd in 1935 uitgereikt. vanaf 1948 werkte Mazur aan de Universiteit van Warschau.
In Lwów was Mazur een naaste medewerker van Banach. Hij werkte aan de wiskundige school van Lwów. Hij heeft belangrijke bijdragen geleverd aan de meetkundige methoden in de lineaire en niet-lineaire functionaalanalyse en aan de studie van de Banach-algebra's. Mazur was ook geïnteresseerd in de optelbaarheidstheorie, oneindig spelen en berekenbare functies.